# Sozialdemokratischer Wirtschaftsverband
Der österreichische  Sozialdemokratische Wirtschaftsverband  (SWV)  versteht sich als Interessenvertretung der Unternehmer, vor allem der Klein- und Mittelbetriebe (KMU) und Ein-Personen-Unternehmen (EPU) in Österreich. Er gilt als SPÖ-Vorfeldorganisation, bzw. Fachorganisation und zeichnet maßgeblich für das Wirtschaftsprogramm der SPÖ verantwortlich.

## Geschichte
Der Verband wurde 1897 in Wien gegründet, damals noch als Verein sozialdemokratischer Gewerbetreibender. 1906 schloss sich dieser mit einigen anderen Vereinen zum Reichsverein der Gewerbetreibenden und Kaufleute zusammen, der sich nach dem Ende der Monarchie in Verein sozialdemokratischer Gewerbetreibender und Kaufleute umbenannte. Der Verein war 1934–1945 (Austrofaschismus, Nationalsozialismus) verboten. ca. 1946 erfolgte eine weitere Umbenennung zum Freien Wirtschaftsverband und 2004 schließlich zum heutigen Namen.
Heutiger Präsident ist Christoph Matznetter, er ist außerdem Vizepräsident der WKÖ und war Wirtschaftssprecher der SPÖ.
Die größte Landesorganisation ist Wien, außerdem gibt es hier zusätzlich den „jungen Wirtschaftsverband“, in dem sich junge Unternehmer engagieren. Dessen Vorsitzende ist Katharina Schinner.

## Landesorganisationen
| Name                 | Präsident         | Geschäftsführung  | Website                                             |
| -------------------- | ----------------- | ----------------- | --------------------------------------------------- |
| SWV Wien             | Marko Fischer     | Elisabeth Hakel   | http://www.swv.org                                  |
| SWV Niederösterreich | Thomas Schaden    | Gerd Böhm         | http://www.wirtschaftsverband-niederoesterreich.at/ |
| SWV Oberösterreich   | Manfred Zaunbauer | Thomas Unger      | http://www.wirtschaftsverband-oberoesterreich.at    |
| SWV Salzburg         | Peter Mörwald     | Hermann Wielander | http://www.salzburgerwirtschaftsverband.at/         |
| SWV Steiermark       | Franz Weintögl    | Stefan Müllner    | https://www.wirtschaftsverband-steiermark.org/      |
| SWV Kärnten          | Alfred Trey       | Horst Kandutsch   | http://www.wirtschaftsverband-ktn.at                |
| SWV Burgenland       | Oswald Hackl      | Marion Meixner    | http://www.wirtschaftsverband-burgenland.at         |
| SWV Tirol            | Michael Kirchmair | Dora Sellner      | http://www.wirtschaftsverband-tirol.at              |
| SWV Vorarlberg       | Christian Vogel   | n.n.              | n.n.                                                |

## Wirtschaftskammerwahlen
Bei den Wirtschaftskammerwahlen, zu denen der SWV regelmäßig antritt, erreichte er 2005 bundesweit das beste Ergebnis in der Geschichte des SWV mit 13,1 %. In Wien erlangte der SWV 2005 30,1 % und stellt mit Fritz Strobl den Vizepräsidenten der Wirtschaftskammer.